# Падалиште (Гостивар)
Падалиште (мкд. Падалиште) је насељено место у Северној Македонији, у северозападном делу државе. Падалиште припада општини Гостивар.

## Географски положај
Насеље Падалиште је смештено у северозападном делу Северне Македоније. Од најближег већег града, Гостивара, насеље је удаљено 20 km јужно.
Падалиште се налази у горњем делу историјске области Полог. Насеље је на северним падинама планине Буковик, док се источно од села изидже 
Сува гора. Надморска висина насеља је приближно 890 метара.
Клима у насељу је планинска.

## Становништво
По попису становништва из 2002. године Падалиште је имало 721 становника.
Претежно становништво у насељу су Албанци (99%). 
Већинска вероисповест у насељу је ислам. 